# 2022 in Zwitserland

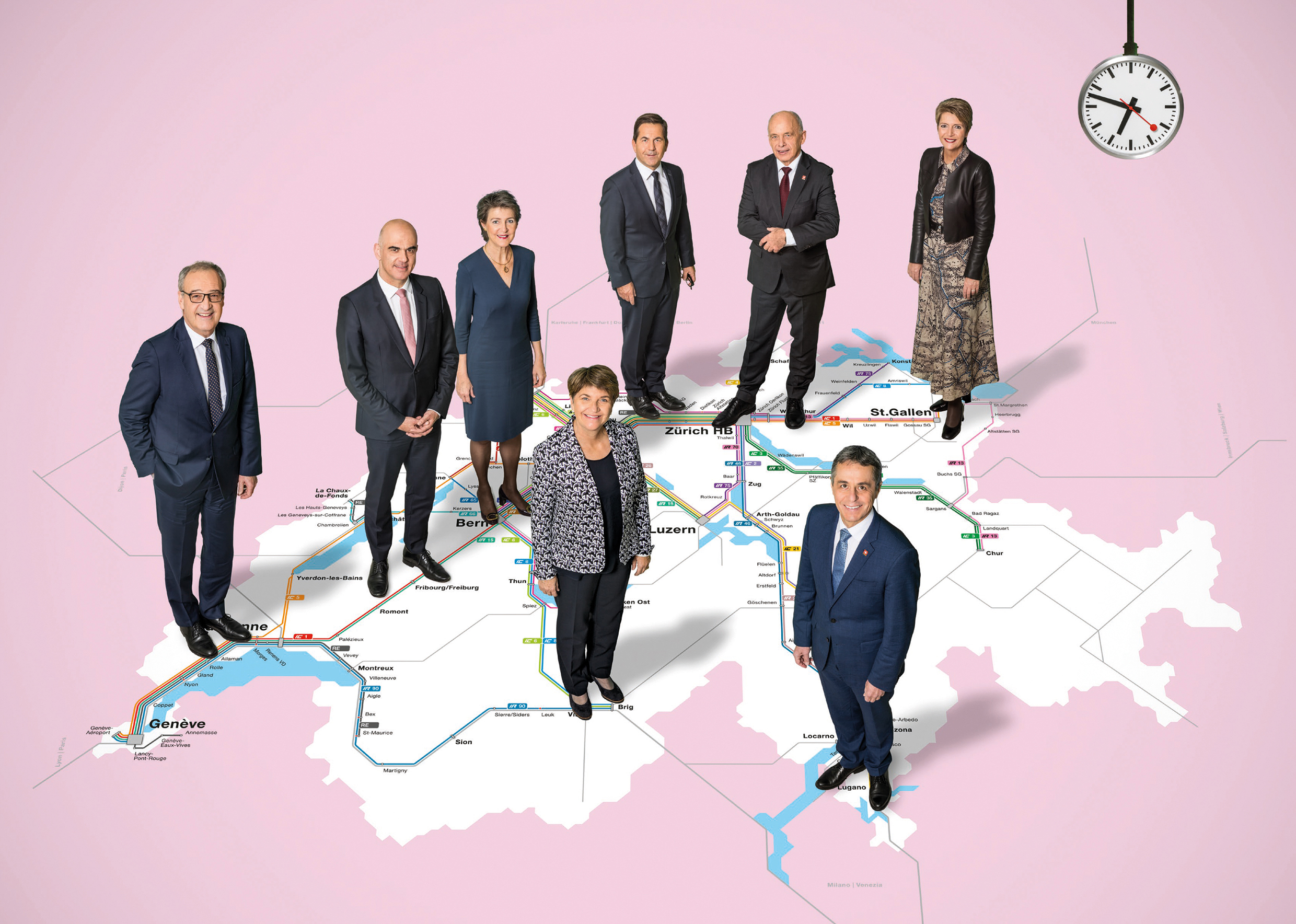
De Bondsraad in 2022.

Dit artikel beschrijft het verloop van 2022 in Zwitserland.

## Ambtsbekleders
De Bondsraad was samengesteld als volgt:
| Naam | Naam                | Partij      | Kanton       | Functie                                                                               |
| ---- | ------------------- | ----------- | ------------ | ------------------------------------------------------------------------------------- |
|      | Ignazio Cassis      | FDP/PLR     | Ticino       | Bondspresident in 2022; hoofd van het Federaal Departement van Buitenlandse Zaken     |
|      | Alain Berset        | SP/PS       | Fribourg     | Vicebondspresident in 2022; hoofd van het Federaal Departement van Binnenlandse Zaken |
|      | Viola Amherd        | Het Centrum | Wallis       | Hoofd van het Federaal Departement van Defensie, Volksverdediging en Sport            |
|      | Karin Keller-Sutter | FDP/PLR     | Sankt Gallen | Hoofd van het Federaal Departement van Justitie en Politie                            |
|      | Ueli Maurer         | SVP/UDC     | Zürich       | Hoofd van het Federaal Departement van Financiën                                      |
|      | Guy Parmelin        | SVP/UDC     | Vaud         | Hoofd van het Federaal Departement van Economische Zaken, Vorming en Onderzoek        |
|      | Simonetta Sommaruga | SP/PS       | Bern         | Hoofd van het Federaal Departement van Milieu, Verkeer, Energie en Communicatie       |

De Bondsvergadering werd voorgezeten door:
| Naam | Naam                    | Partij      | Kanton     | Functie                          |
| ---- | ----------------------- | ----------- | ---------- | -------------------------------- |
|      | Irène Kälin             | GPS/PES     | Aargau     | Voorzitter van de Nationale Raad |
|      | Martin Candinas         | Het Centrum | Graubünden | Voorzitter van de Nationale Raad |
|      | Thomas Hefti            | FDP/PLR     | Glarus     | Voorzitter van de Kantonsraad    |
|      | Brigitte Häberli-Koller | Het Centrum | Thurgau    | Voorzitter van de Kantonsraad    |

## Gebeurtenissen

### Januari
- 1 januari: Ignazio Cassis wordt bondspresident van Zwitserland.[5]
- 4 januari: Nabij Porrentruy beeft de aarde met een kracht van 3,2 op de schaal van Richter.[6][7]
- 5 januari: Het Zwitserse leger verbiedt het gebruik van WhatsApp geeft de voorkeur aan het Zwitserse Threema als alternatief.[8][9]
- 27 januari: De Grote Raad van Genève vergadert voor het eerst in een vernieuwde plenaire zaal.[10]

### Februari
- 4-20 februari: Op de Olympische Winterspelen behaalt Zwitserland zeven gouden, twee zilveren en vijf bronzen medailles. Voor het eerst behaalt het land zeven gouden medailles op de Winterspelen.[11]
- 7 februari: Bij een lawine in Engelberg (kanton Obwalden) komt een Belg om het leven.[12]
- 26 februari: De Bondsraad kondigt aan tot 2.000 Oekraïense vluchtelingen te willen opnemen in Zwitserland na de Russische invasie in Oekraïne.[13]
- 28 februari: Zwitserland herneemt de sancties die de Europese Unie heeft afgekondigd tegen Rusland.[14]

### Mei
- 14 mei: Op het Eurovisiesongfestival behaalt Marius Bear de zeventiende plaats met het nummer Boys Do Cry.

### Juni
- 12-19 juni: De Ronde van Zwitserland vindt plaats. Het peloton wordt echter geteisterd door vele besmettingen met het coronavirus.[15]
- 15 juni: Door een technische storing bij luchtverkeersleider Skyguide wordt het ganse Zwitserse luchtruim gedurende de ochtend gesloten.[16][17]

### Juli
- 1 juli: Voortaan kunnen ook koppels van gelijk geslacht in Zwitserland in het huwelijk treden.[18][19]
- 8-9 juli: De Ronde van Frankrijk passeert in Zwitserland. De achtste etappe arriveert in Lausanne, terwijl de negende etappe vertrekt in Aigle.

### Augustus
- 4 augustus: In de Aletschgletsjer wordt het wrak van het in 1968 neergestorte vliegtuig Piper Cherokee HB-OYL teruggevonden.[20]

### November
- 24-25 november: Bondspresident Ignazio Cassis brengt een staatsbezoek aan België.[21]

### December
- 7: Bij de Bondsraadsverkiezingen worden Albert Rösti (SVP/UDC) en Élisabeth Baume-Schneider (SP/PS) in de Bondsraad gekozen.

## Overleden

### Januari
- Urs Rohrer, jongleur (geb. 1977)
- 7 januari: Laurence Boissier, schrijfster (geb. 1965)
- 8 januari: Hansueli Schenkel, cameraman (geb. 1946)
- 9 januari: François Carrard, advocaat, notaris en sportfunctionaris (geb. 1938)
- 20 januari: René Robert, fotograaf (geb. 1936)
- 21 januari: Marcel Mauron, voetballer (geb. 1929)

### Februari
- 1 februari: Endo Anaconda, zanger en schrijver (geb. 1955)
- 2 februari: Hans-Peter Bärtschi, architect, schrijver, fotograaf en economiehistoricus (geb. 1950)
- 2 februari: J. Alexander Baumann, politicus (geb. 1942)
- 5 februari: Emanuel Hurwitz, psychiater, publicist en politicus (geb. 1935)
- 6 februari: Alice Moretti, politica (geb. 1921)
- 16 februari: Wolfgang Kläui, chemicus (geb. 1945)
- 22 februari: Alexander Siebenhaar-Schmidweber, roeier (geb. 1927)
- 23 februari: Harald Reuter, arts en farmaceut (geb. 1934)
- 26 februari: Markus M. Ronner, theoloog, publicist en journalist (geb. 1938)

### Maart
- 3 maart: Andy Fischli, illustrator (geb. 1973)
- 9 maart: Irma Hildebrandt, schrijfster (geb. 1935)
- 11 maart: Otto Sticher, farmaceut (geb. 1936)
- 12 maart: Max Zihlmann, schrijver (geb. 1936)
- 14 maart: Paul Gugelmann, kunstenaar (geb. 1929)
- 18 maart: Walter Ott, jurist (geb. 1942)
- 29 maart: Hans-Ruedi Binswanger, acteur en schrijver (geb. 1952)

### April
- 27 april: Kurt Hediger, kunstenaar (geb. 1932)
- 30 april: Walter Willisch, kunstschilder (geb. 1936)

### Mei
- 14 mei: Katharina Zimmermann, schrijfster (geb. 1933)
- 19 mei: Wädi Gysi, muzikant en ijshockeyspeler (geb. 1959)
- 22 mei: Nina von Maltzahn, Amerikaans-Zwitserse mecenas (geb. 1941)

### Juni
- 2 juni: Valentin Oehen, politicus (geb. 1931)
- 7 juni: Walter Reist, ondernemer (geb. 1927)
- 9 juni: Fritz Brühlmann, fietsenmaker (geb. 1936)
- 10 juni: Pravoslav Sovak, kunstenaar (geb. 1926)
- 25 juni: Lilo Kobi, zwemster en olympisch deelneemster (geb. 1930)
- 26 juni: Hans Hollmann, regisseur (geb. 1933)

### Juli
- 22 juli: Emilie Benes Brzezinski, Zwitsers-Amerikaanse beeldhouwster (geb. 1932)

### September
- 5 september: Margrith Bigler-Eggenberger, advocate en rechter (geb. 1933)